# Illzach
Illzach is een gemeente in het Franse departement Haut-Rhin in de regio Grand Est. De gemeente telde 15.115 inwoners op 1 januari 2022.
De gemeente maakt deel uit van het arrondissement Mulhouse en sinds 22 maart 2015, toen het kanton waar Illzach de hoofdplaats van was werd opgeheven, van het kanton Mulhouse-3.

## Geschiedenis
De plaats bestond al in de Gallo-Romeinse periode als Uruncis. Deze plaats lag op een kruispunt van wegen en kende tussen 69 en 160 verschillende bouwfases. In 275 en opnieuw in 352 werd de plaats geplunderd en ze werd daarna ommuurd. Aan het einde van de 4e eeuw werd de plaats ingenomen door de Alemannen en herstelde ze zich niet meer.
Rond het jaar 1000 kwam er een kasteel in Illbach. In de middeleeuwen behoorde Illzach toe aan de graven van Württemberg die het in 1437 verkochten aan de stad Mulhouse. Bij het conflict tussen deze stad en het huis Habsburg (Guerre des six Deniers) werd Illzach in 1466 geplunderd. In 1633 en 1634, tijdens de Dertigjarige Oorlog, werd Illzach achtereenvolgens geplunderd door een Spaans en door een Zweeds leger. Na 1648 werd de streek Frans. In 1798 werd Illzach een zelfstandige gemeente, los van Mulhouse.
In de 18e eeuw kwam de eerste industrie in Illach. In 1810 werd begonnen met het graven van het kanaal en de kanaalhaven van Ile-Napoléon. In 1833 werd het Rhône-Rijnkanaal geopend en later kwam er ook een scheepswerf. Bij de haven werd een papierfabriek geopend. In 1888 kwam er een stoomtram naar Mulhouse.
In 1928 werd Bourtzwiller een zelfstandige gemeente (om in 1947 te fuseren met Mulhouse).
Al op 20 november 1944 werden de wijken Quartier Vauban, Modenheim en Ile-Napoléon bevrijd door de geallieerden en de Duitsers plooiden zich terug achter de Ill in het centrum van Illzach. Pas op 20 januari 1945, na zware bombardementen, was de hele gemeente bevrijd. Na de oorlog volgde de wederopbouw en de bouw van veel nieuwe woningen voor de sterk groeiende bevolking.

## Geografie
De oppervlakte van Illzach bedroeg op 1 januari 2022 7,5 vierkante kilometer; de bevolkingsdichtheid was toen 2.015,3 inwoners per km². De Ill stroomt door de gemeente en verder is er het Rhône-Rijnkanaal. De autosnelweg A36 loopt door de gemeente.
De gemeente is onderverdeeld in verschillende wijken: Illzach Centre (ten noorden van de Ill), Quatre Saisons (ten zuiden van de Ill), Quartier Vauban (in het zuidwesten aansluitend bij Mulhouse), Modenheim (langs de D420) en Ile-Napoléon (in het oosten langs het kanaal).
De onderstaande kaart toont de ligging van Illzach met de belangrijkste infrastructuur en aangrenzende gemeenten.

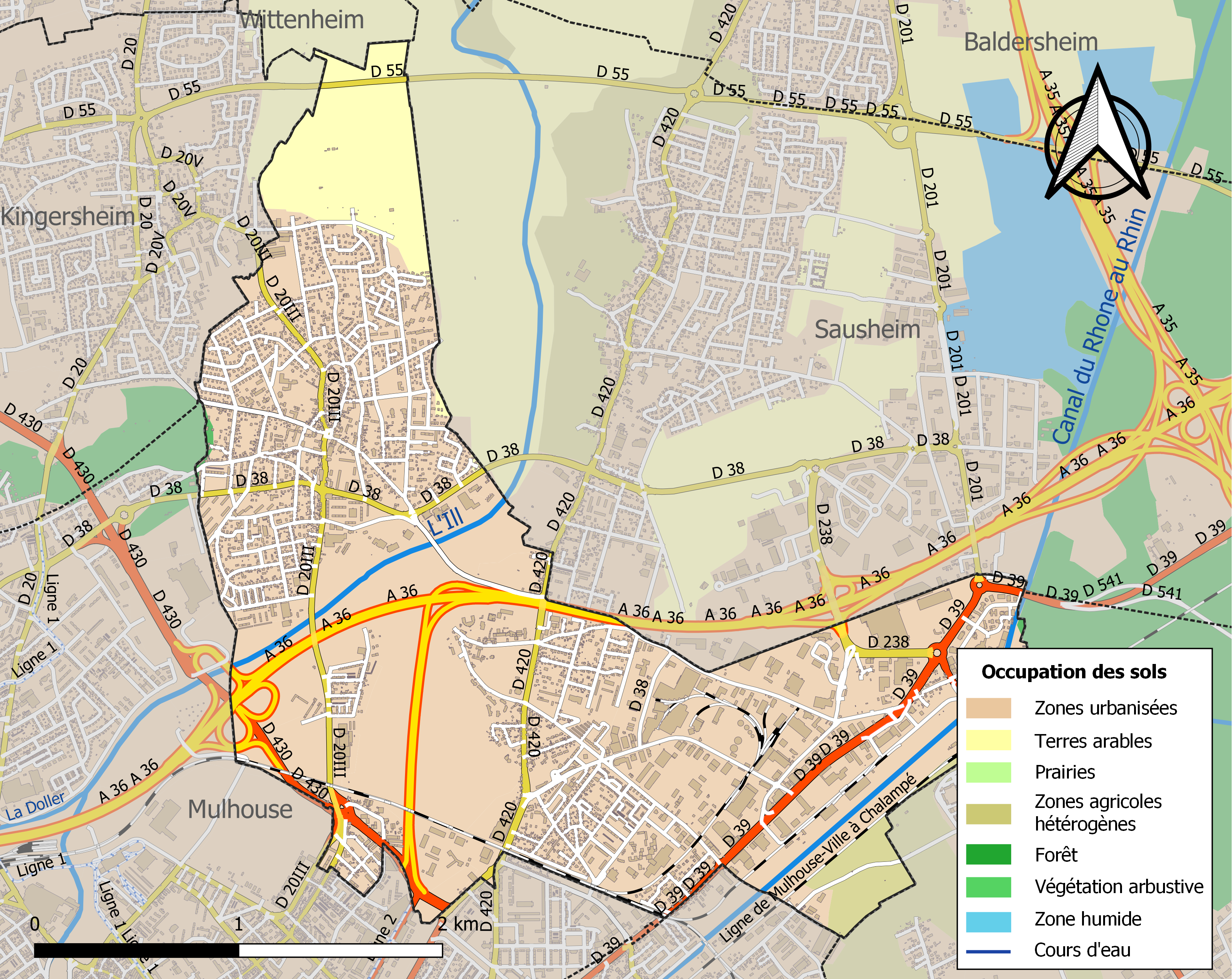

## Demografie
Tussen 1955 en 1975 verviervoudigde de bevolking.
Onderstaande figuur toont het verloop van het inwonertal (bron: INSEE-tellingen).